# الاکولادنیا
الاکولادنیا (به لاتین: Alakoladeniya) یک منطقهٔ مسکونی در سری‌لانکا است که در استان مرکزی (سری‌لانکا) واقع شده‌است.